# Hohenems (Adelsgeschlecht)

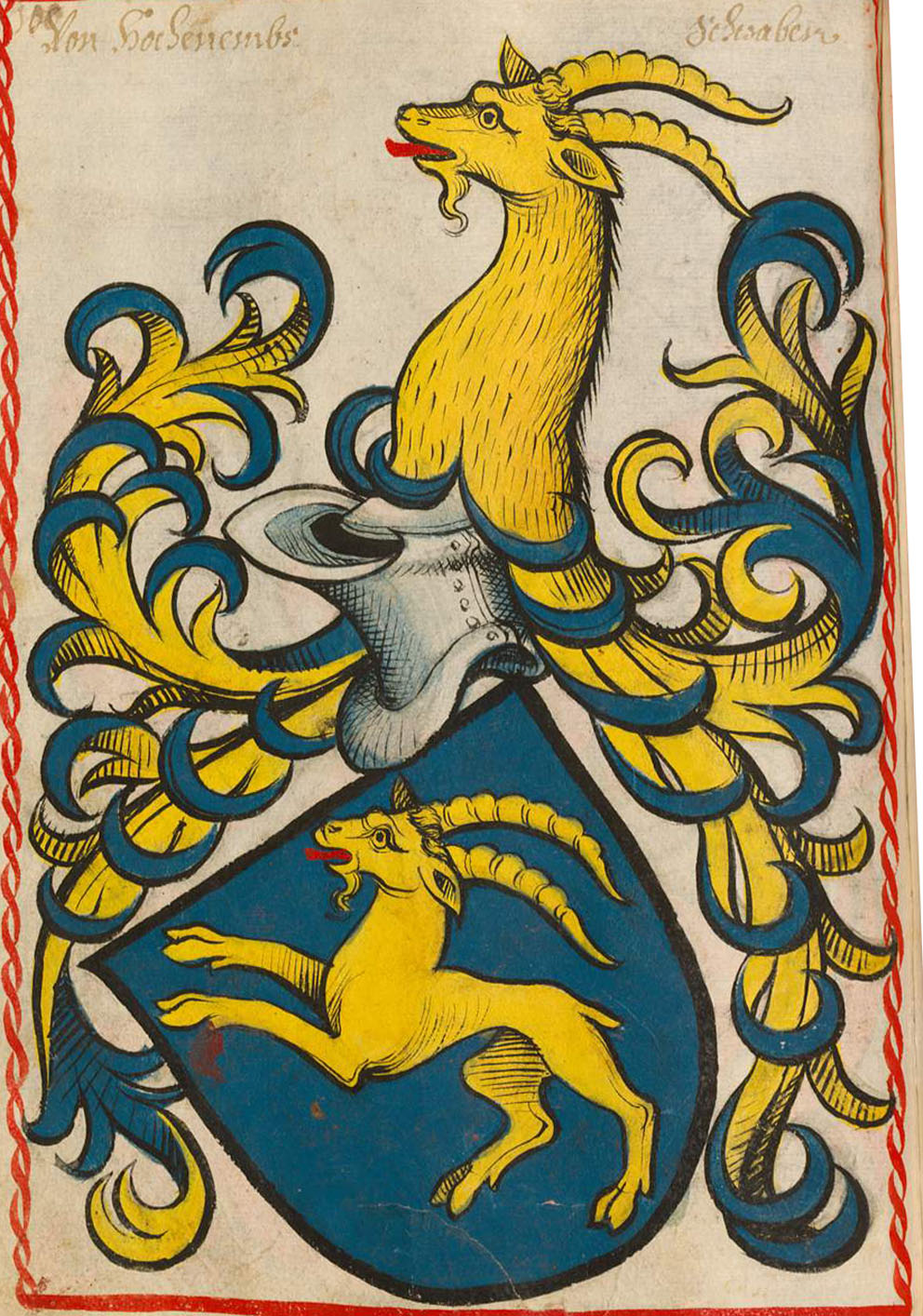
Wappen der Herren von Ems in Scheiblers Wappenbuch von 1450

Die Herren von Ems waren ein Uradels- und Rittergeschlecht in Vorarlberg.
Als der Bruder einer angeheirateten Frau von Ems, Giovanni Angelo Medici, 1559 zum Papst Pius IV. gewählt wurde, erhielten dessen Neffen 1560 den Reichsgrafenstand als  von Hohenems. Einer der Papstneffen, Kardinal Markus Sittikus von Hohenems (1538–1595), wurde Bischof von Konstanz, residierte aber in Rom. Sein illegitimer Sohn Roberto begründete eine italienische Linie, die unter dem Namen Altemps zu Herzögen von Gallese, Markgrafen von Soriano und Fürsten von Altems wurde und erst 1964 erlosch.
Die Vorarlberger Linie erwarb 1613 die Grafschaft Vaduz und teilte sich 1646 in die reichsunmittelbaren Grafen von Hohenems-Lustenau und von Hohenems-Vaduz. Die Vaduzer Linie geriet durch missbräuchliche Hexenprozesse unter Reichsexekution und in Verschuldung und musste ihre Grafschaft 1712 an die Liechtensteiner verkaufen. Die Lustenauer Linie starb 1759 im Mannesstamm aus, ihr Territorium fiel an Österreich und 1790 an das Haus Waldburg-Zeil-Hohenems.

## Familiengeschichte

### Mittelalter

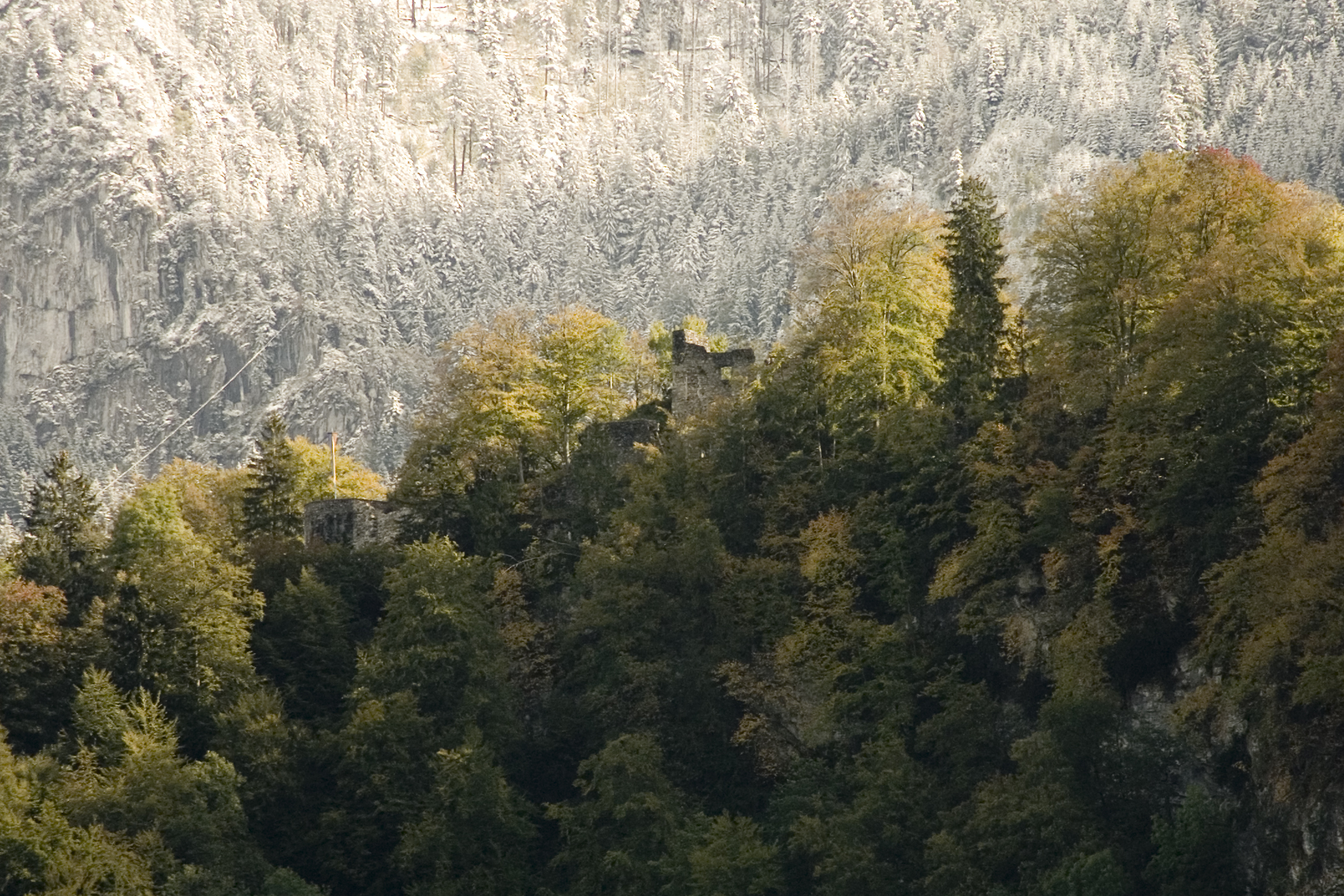
Blick auf die Burgruine Alt-Ems

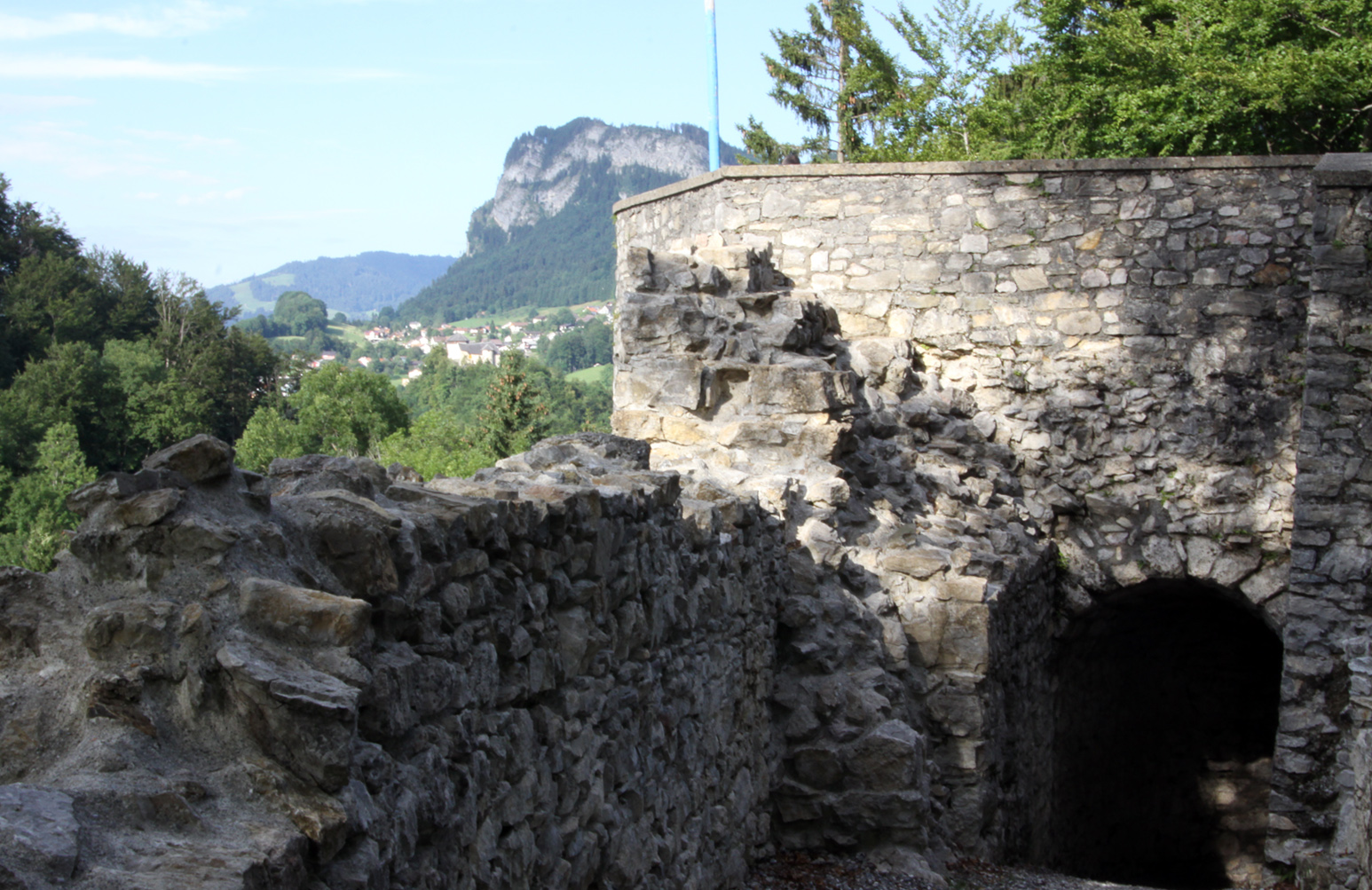
Burgruine Alt-Ems

Die Herren von Ems waren neben den Grafen von Montfort das bedeutendste Adelsgeschlecht in Vorarlberg. Die Familie lässt sich urkundlich bis in das Jahr 1170 zurückführen. 1160 wird ein Hainricus de Amedes (Amides, Ems) als Zeuge in einer Urkunde erwähnt. Die Brüder „Rudolfus et Goswinus de Amides“ tauchen nach 1170 als Ministerialen des Staufers Friedrich von Schwaben auf. Erst welfische, dann staufische Ministeriale, kontrollierten sie das Rheintal von Vaduz bis zum Bodensee.
Der geblendete, entmannte Wilhelm III. von Sizilien, der letzte Normannenkönig aus dem Hause Hauteville, wurde ab 1195 bis zu seinem Tod im Alter von 13 Jahren auf der Burg Alt-Ems von den Herren von Ems gefangengehalten. Zwischen 1206 und 1207 wurde auch der Erzbischof von Köln Bruno IV. von Sayn auf der Burg Alt-Ems gefangen gehalten.
Die Tätigkeit der Mitglieder der emsischen Familie in österreichischen Diensten führte zu einem raschen Aufstieg des Geschlechts. Darüber hinaus gelang es den Emsern, durch Darlehen an verschiedene Kaiser und den im Gegenzug gewährten Reichspfandschaften, Hoheitsrechte in ihre Hand zu bringen. Dem Flecken Ems wurde vom Kaiser Ludwig dem Bayern 1333 die Rechte und Freiheiten der Reichsstadt Lindau verliehen, was aber von den Herren von Ems nie umgesetzt werden konnte. Im Jahre 1453 wurde das Prädikat von Ems um den Zusatz zu Hohenems ergänzt.

### Reichsunmittelbare Grafschaften vom 16. bis 18. Jahrhundert
Gegenläufig zum allgemeinen Verfall des Ritteradels im 16. Jahrhundert gelang es den Herren von Ems, ihre Herrschaft auszubauen und in den reichsunmittelbaren Hochadel aufzusteigen.

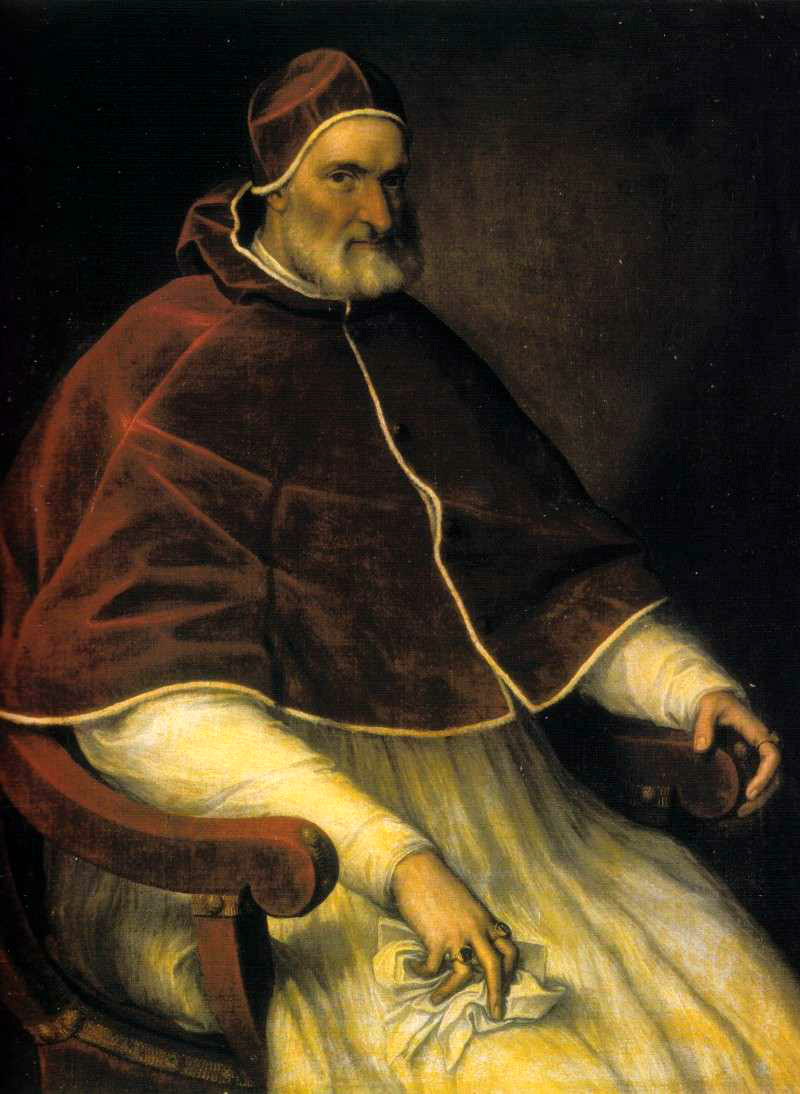
Papst Pius IV.

Marx Sittich I. von Ems (1466–1533) wurde Obrist und Feldherr des Schwäbischen Bundes. Während Feldzügen in Italien gelang es ihm um 1530, einen seiner Söhne, Wolf-Dietrich (1507–1538), mit Clara aus der Mailänder Familie der Medici di Marignano zu verheiraten, deren Bruder Gian Giacomo „Il Mendeghino“ († 1555) ein Condottiere und deren anderer Bruder, Giovanni Angelo, ein Kardinal war. Letzterer nahm Namen und Wappen der (nicht verwandten) Florentiner Familie Medici an und wurde 1559 zum Papst Pius IV. gewählt. Seine zahlreichen italienischen und deutschen Neffen stattete er umgehend mit Benefizien aus, um seine Macht sicherzustellen. Bereits am 27. April 1560 wurden die Söhne Wolf-Dietrichs (Jakob Hannibal, der spätere Kardinal Marx Sittich III. und Gabriel) sowie deren Vetter Marx Sittich II. vom Kaiser in den Reichsgrafenstand erhoben.
Markus Sittikus von Hohenems wurde von seinem päpstlichen Onkel 1561 zum Kardinal kreiert und zum Statthalter der Mark Ancona befördert. Von 1561 bis 1589 amtierte er als Bischof von Konstanz und danach an der Kurie in Rom. Markus Sittikus’ Bruder Jakob Hannibal von Hohenems wurde General der Truppen Karls V. und Philipps II. Cousins waren der Mailänder Kardinal Karl Borromäus und Kardinal Federico Borromeo, Neffen waren Wolf Dietrich von Raitenau, der später Fürsterzbischof von Salzburg wurde (1587–1612), und Markus Sittikus IV. von Hohenems (jüngster Sohn Jakob Hannibals), der ebenfalls zum Fürsterzbischof von Salzburg aufstieg (1612 bis 1619).

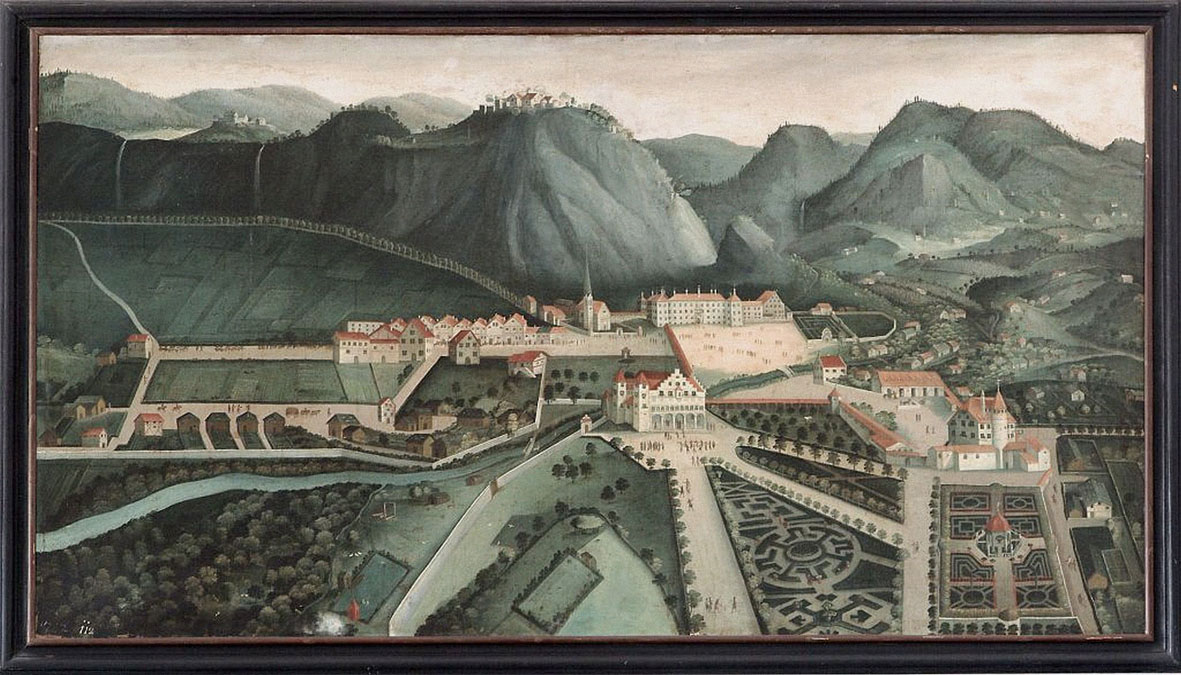
Hohenems (Anfang 17. Jh.)

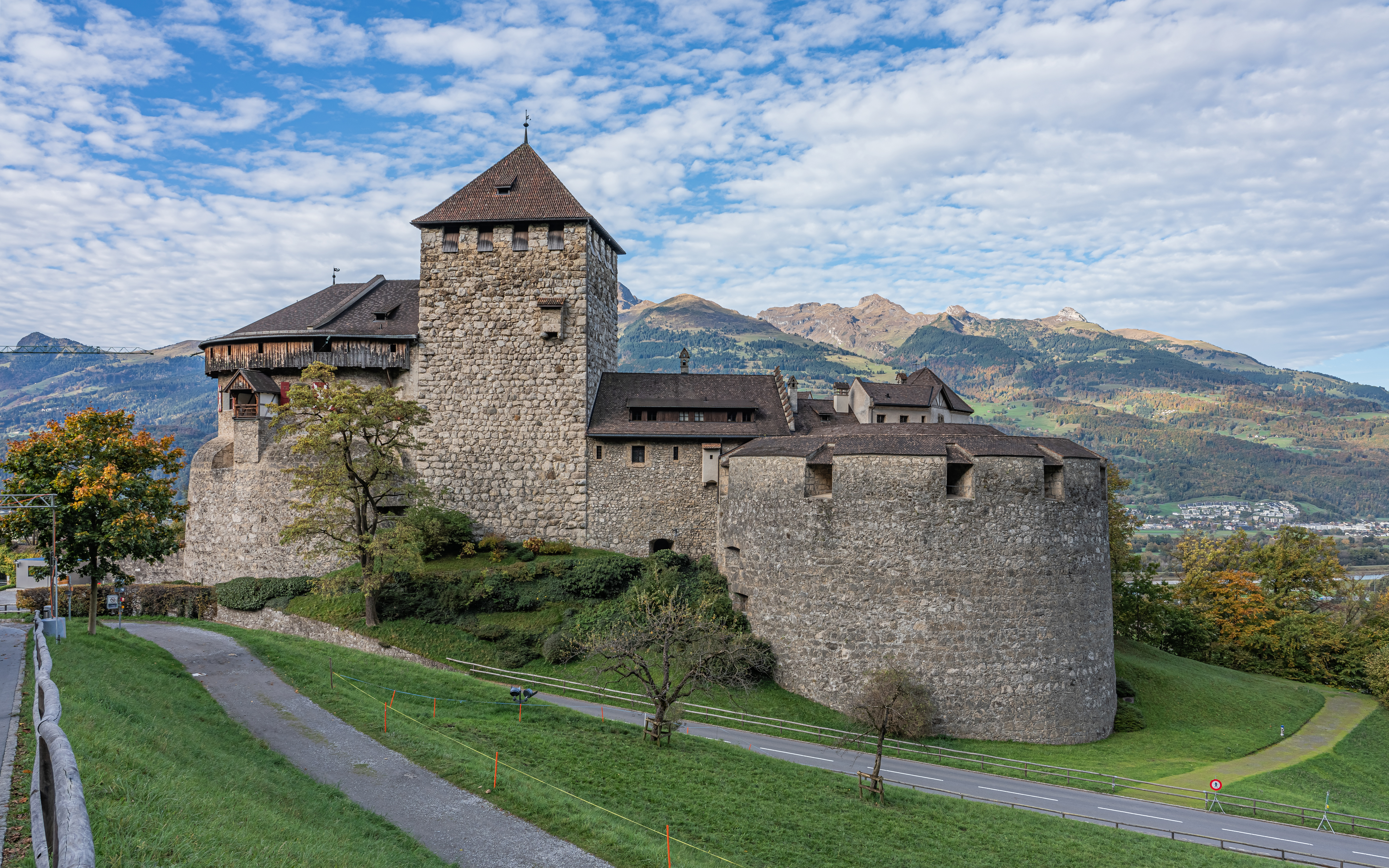
Schloss Vaduz

Graf Kaspar von Hohenems erwarb 1613 von den Grafen von Sulz die Grafschaft Vaduz und die Herrschaft Schellenberg. Es entstanden 1646 die reichsunmittelbaren Herrschaften Hohenems-Lustenau und Hohenems-Vaduz. Die Herrschaft Hohenems umfasste die Schlösser Alt-Ems (seit ca. 1240) und Neu-Ems (seit 1343), den Oberdorfer Thurn (seit 1465) in Dornbirn und Schloss Vaduz (seit 1613). Die Orte Dornbirn, Widnau-Haslach, seit 1578 die Grafschaft Gallara bei Mailand, die Grafschaft Vaduz und Herrschaft Schellenberg seit 1613 (woraus 1699 u. 1712 Liechtenstein entstand), die Herrschaften Lustenau in Vorarlberg, Widnau in der Schweiz sowie Polička, Bonna, Trepien, Laubendorf und Bistrau in Böhmen.
Wegen jahrelanger exzessiver Hexenverfolgungen und der widerrechtlichen Aneignung des Vermögens der Hingerichteten wurde 1681 gegen den regierenden Grafen Ferdinand Karl von Hohenems-Vaduz (1650–1686) die Reichsexekution eingeleitet, der Graf wurde 1683 auf kaiserlichen Befehl verhaftet, verlor durch Verfügung des Reichshofrates 1684 die Herrschaftsgewalt und wurde gleichzeitig zur Rückgabe des konfiszierten Eigentums an die Hinterbliebenen verpflichtet. Da das hochverschuldete Grafenhaus hierzu nicht in der Lage war, kam es unter Ferdinand Karls Nachfolger, seinem Bruder Jakob Hannibal (1653–1730), erneut zur Zwangsverwaltung und 1699 zum Verkauf der Herrschaft Schellenberg, 1712 auch der Grafschaft Vaduz an Fürst Johann Adam von Liechtenstein.
1759 starben mit Franz Wilhelm III. die Grafen von Hohenems-Lustenau im Mannesstamm aus und die Landeshoheit kam an Österreich.

### Erben: Waldburg-Zeil-Hohenems

Der Palast Hohenems

Maria Rebecca Gräfin von Harrach-Hohenems erhielt nach Staatsvertrag mit Österreich 1790 die Herrschaft Lustenau zurück. Ihre Tochter Maria Walburga Harrach heiratete Clemens Alois von Waldburg-Zeil-Hohenems (1753–1817). Der souveräne Staat Lustenau unter den regierenden Grafen von Waldburg-Zeil-Lustenau-Hohenems fiel erst nach dem Ende des Heiligen Römischen Reiches 1806 an das Königreich Bayern. 1811 bzw. 1813 musste Bayern die Hoheitsrechte wieder an das Haus Waldburg-Zeil-Hohenems abtreten. 1814 richtete Österreich eine provisorische Verwaltung in Lustenau ein. Bayern, wie Waldburg-Zeil, legten Protest ein. 1817 ging Lustenau wiederum an Waldburg-Zeil über. Angesichts finanzieller Belastungen und dem daraus folgenden hoheitsrechtlichen Verzicht von Graf Maximilian (1799–1868), wurde 1830 die Lustenauische Eigenstaatlichkeit endgültig an Österreich übertragen.

### Italienische Linie: Altemps

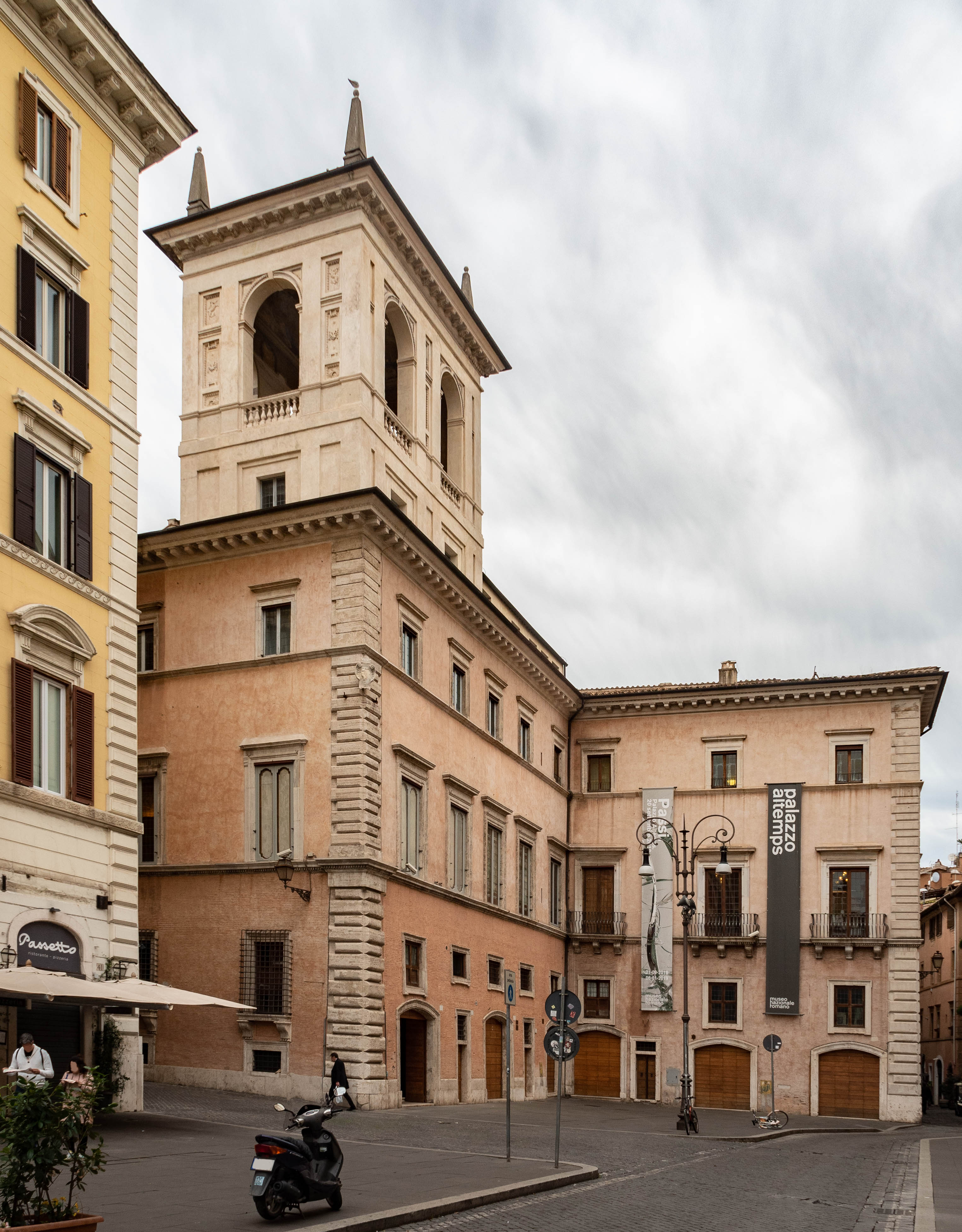
Palazzo Altemps in Rom

Der Konstanzer Fürstbischof und spätere Kurienkardinal Markus Sittikus von Hohenems, erwarb 1568 den Palazzo Riario (danach Palazzo Altemps genannt) in Rom und brachte dort seine Antikensammlung unter, die später in die Vatikanischen Museen kam. Einer der natürlichen Söhne des Kardinals, Roberto Altemps (ca. 1566–1586), der den Namen Hohenems zu Altemps latinisierte (altus = hoch), wurde unter Sixtus V. in jungen Jahren zum Kommandeur der päpstlichen Truppen in Avignon und Herzog von Gallese ernannt. Als er jedoch Cornelia Orsini heiratete, deren Familie zu den schärfsten Feinden dieses Papstes zählte, ließ dieser ihn im Alter von nur 20 Jahren wegen angeblichen Ehebruchs enthaupten. Seine Nachfahren bildeten das italienische Fürstenhaus Altemps (das nicht mit den italienischstämmigen österreichischen Grafen von Attems zu verwechseln ist). Erst 1964 starb die italienische Linie mit Don Alessandro Duca Altemps im Mannesstamm aus. Die Titel Duca di Altemps, Marchese (Markgraf) di Soriano, Conte (Graf) di Meduraca und Signore (Herr) di Tassignano gingen auf dessen Enkel Principe Don Alessandro Boncompagni-Ludovisi-Rondinelli-Vitelli-Altemps (* 1972) über.

## Wappen

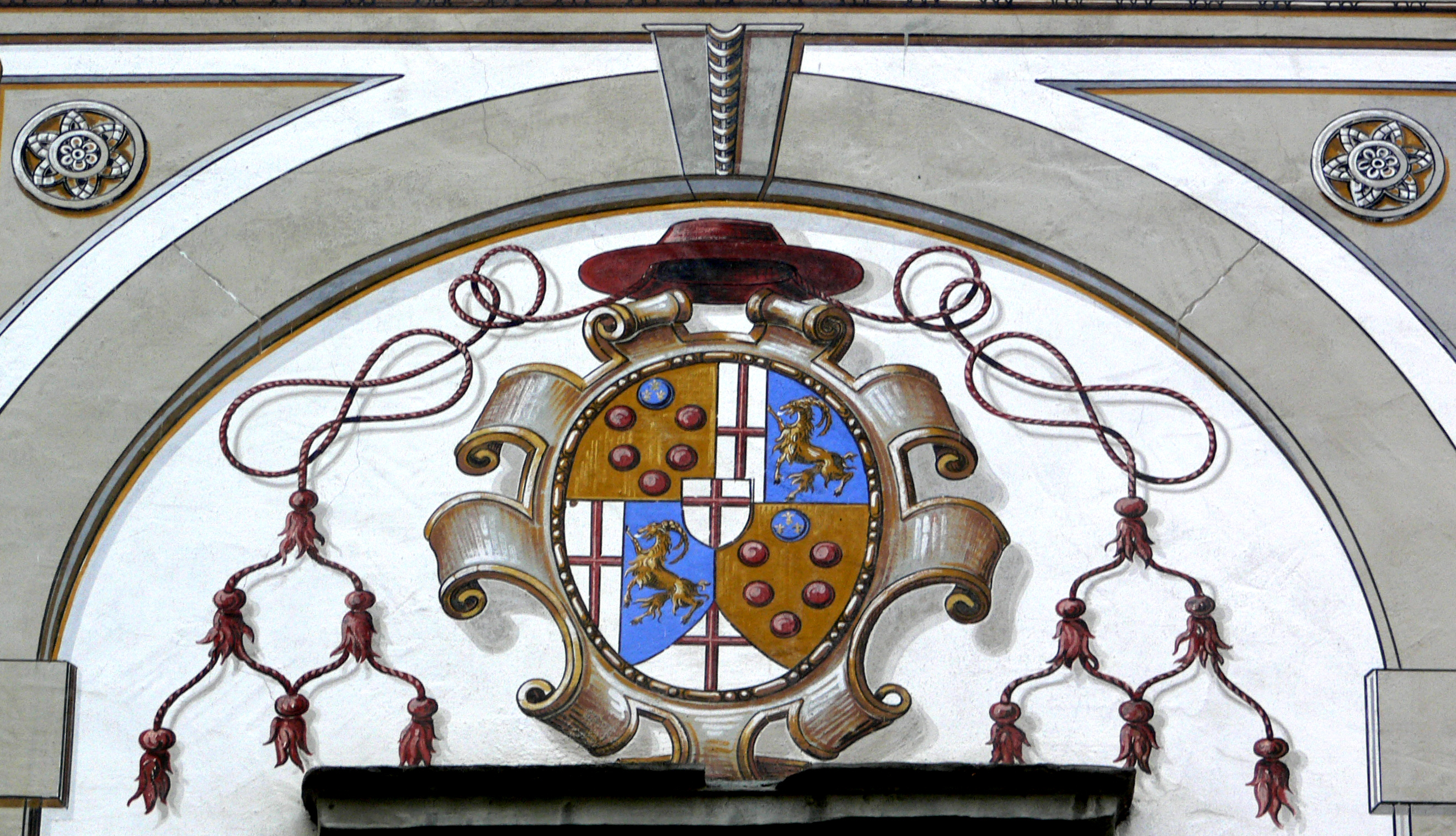
Wappen des Kardinals Markus Sittikus von Hohenems im Palast Hohenems

Das Wappen der Herren von Ems zeigt einen Steinbock auf blauem Schild.
Der Kardinal Markus Sittikus fügte seinem Familienwappen das der Medici hinzu, sowie das rote Kreuz des Konstanzer Bistumswappens.
Das Wappen lebt im heutigen Gemeindewappen der Stadt Hohenems fort. Die Verleihung des Gemeindewappens durch die Vorarlberger Landesregierung erfolgte am 29. September 1928.

## Personen
- Rudolf von Ems (* um 1200; † um 1254), Dichter[6]
- Ritter Ulrich I. von Ems, erbaute 1343 Schloss Glopper
- Ritter Ulrich II. von Ems, der Reiche: Er kaufte am 21. Mai 1388 vom Weingartner Abt Ludwig um 300 Pfund Haller den Kirchensatz und das Widum zu Dornbirn
- Osanna von Ems († nach 1418), Enkelin des Ritters Ulrich I. von Ems und einer Tochter aus dem Adelsgeschlecht Schellenberg, Ehefrau des Ritters Sigmund von Starkenberg († 1401). Sie führte nach dessen Tod die Vormundschaft für ihre Söhne Ulrich und Wilhelm von Starkenberg[7]
- Merk (Marx) Sittich I. von Ems (* 1466; † 1533): Als Feldherr des Schwäbischen Bundes besiegte er 1525 im Bauernkrieg die aufrührerischen Bauern am Bodensee. Er kämpfte auch neben Landesknechtführer Frundsberg und Truchsess Georg von Waldburg („Bauernjörg“) in den Schwabenkriegen sowie in Norditalien. Während seiner Feldzüge in Italien gelang es ihm, einen seiner Söhne, Wolf-Dietrich, mit einer Schwester des späteren Papstes Pius IV. zu verehelichen. Damit begann ein steiler Aufstieg der Macht- und Familienpolitik der Emser.
- Georg Sigmund von Ems (* 1494; † 1547): Der Konstanzer Domherr, ein Sohn Merk Sittichs I., war 1532 von König Ferdinand I. zum Kandidaten für das Bischofsamt in Konstanz ausersehen.
- Wolf-Dietrich von Ems (* 1507; † 1538) ⚭ Clara de Medici, Schwester des späteren Papstes Pius IV.
- Jakob Hannibal I. von Hohenems (* 1530; † 1587): Reichsgraf von Hohenems, Führer der päpstlichen Truppen, später päpstlicher Legat
- Markus Sittikus (III.) von Hohenems (* 1533; † 1595): Bischof von Konstanz, Kardinal, Erbauer des Palazzo Altemps in Rom und der Villa Mondragone
- Kaspar von Hohenems (* 1573; † 1640): Reichsgraf von Hohenems, Auftraggeber der Emser Chronik
- Markus Sittikus (IV.) von Hohenems (* 1574; † 1619): Fürst-Erzbischof von Salzburg, Erbauer von Schloss Hellbrunn in Salzburg
- Jakob Hannibal II. von Hohenems (* 1595; † 1646): Heerführer im Dreißigjährigen Krieg
- Ferdinand Karl Franz, Graf von Hohenems (* 1650; † 1686)[8]: verantwortlich für Hexenprozesse in Liechtenstein[9]
- Jakob Hannibal III. von Hohenems (* 1653; † 1730): verkaufte die Herrschaften Schellenberg (1699) und Vaduz (1712) an das Haus Liechtenstein
- Franz Rudolph von Hohenems (* 1686; † 1756), kaiserlicher Feldmarschall und General der Kavallerie

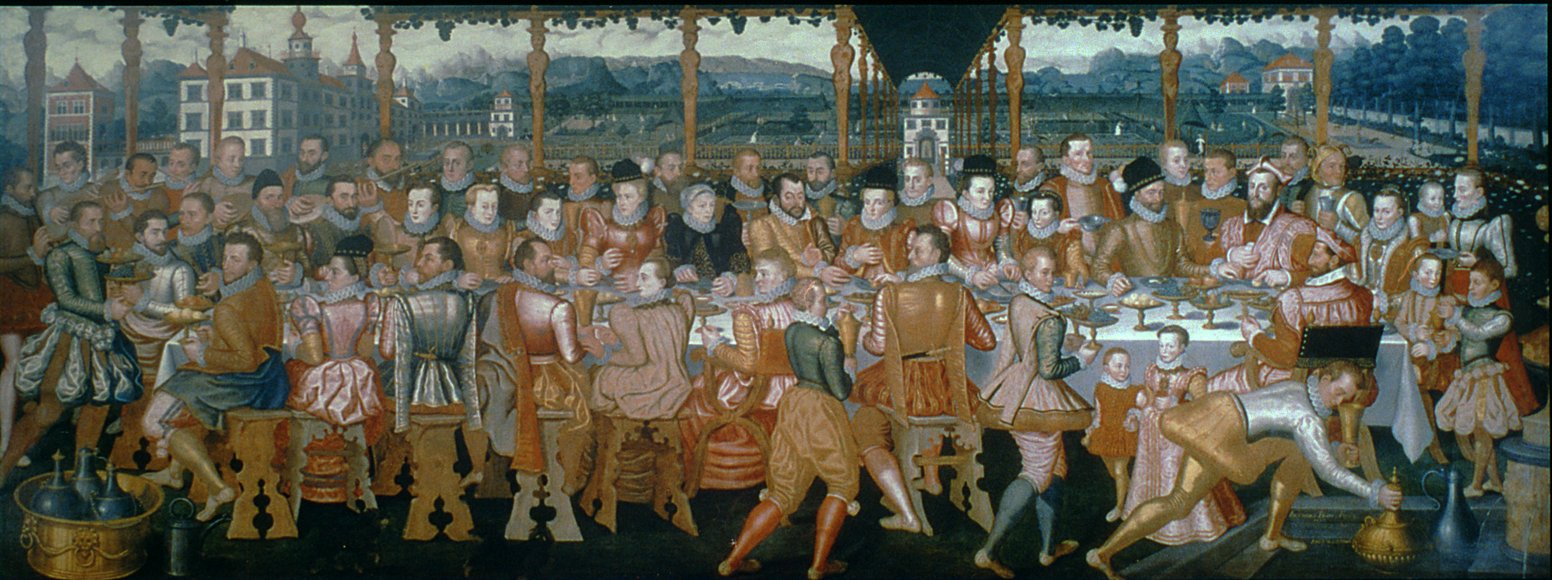
Bankett der Familie Hohenems (1578, Anton Boys)

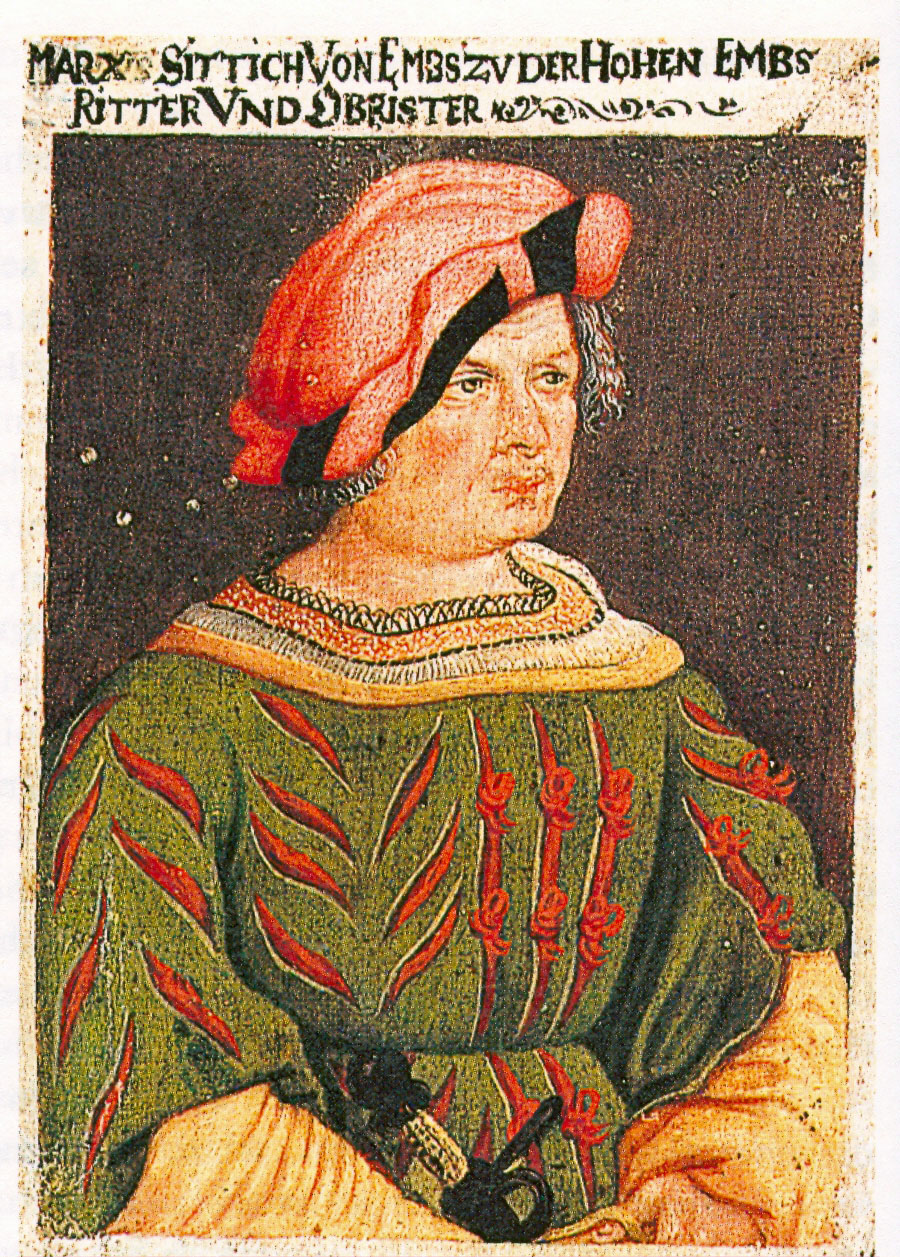
Marx Sittich I. von Ems (1466–1533), Obrist, Feldherr des Schwäbischen Bundes
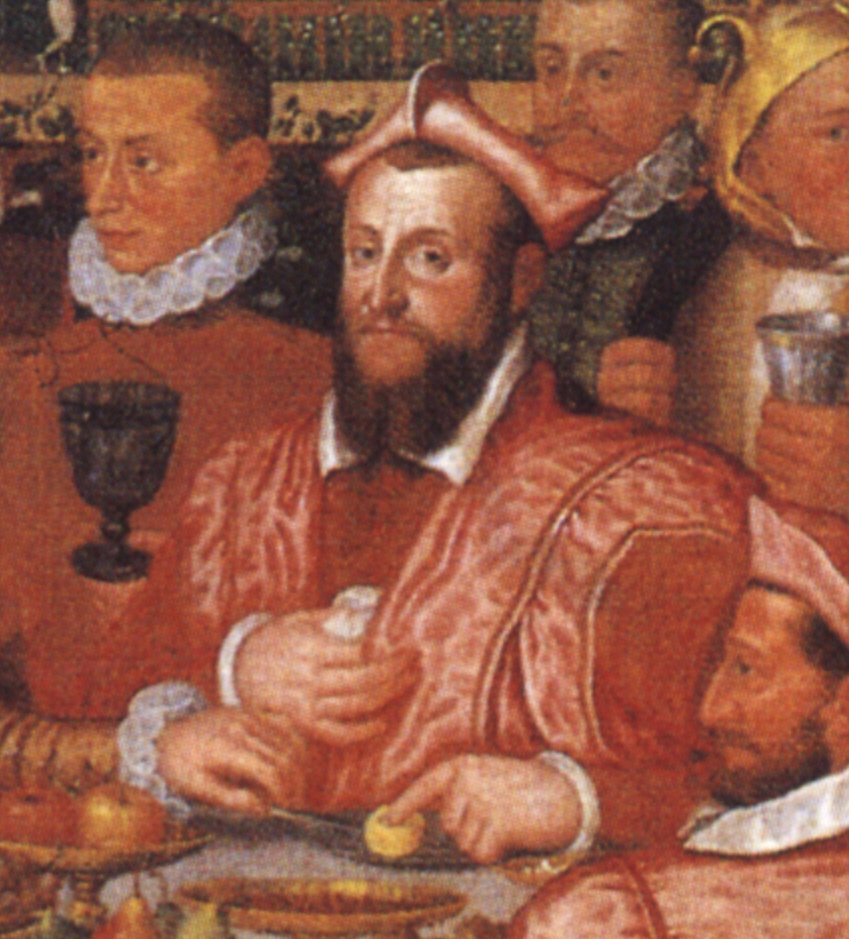
Kardinal Markus Sittikus (III.) von Hohenems (* 1533; † 1595), Bischof von Konstanz
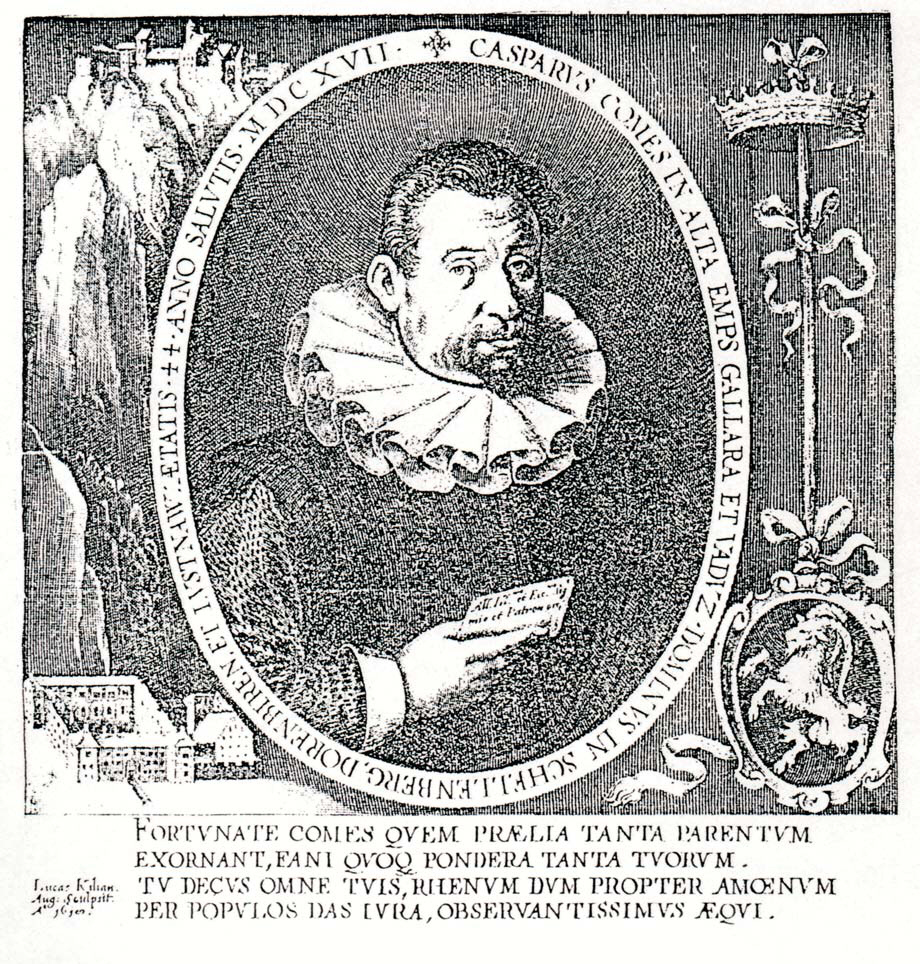
Kaspar Reichsgraf von Hohenems (1573–1640)
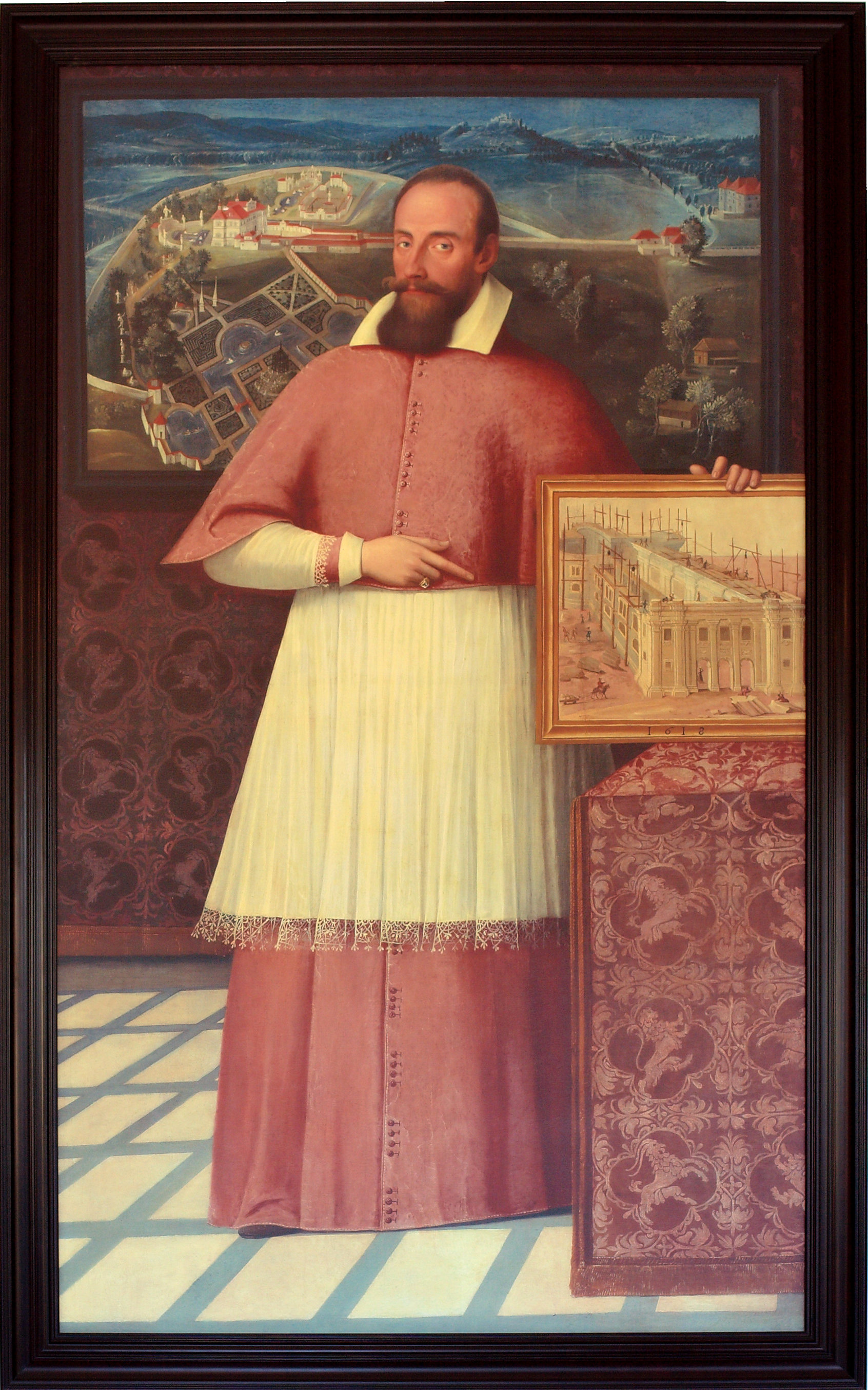
Markus Sittikus (IV.) von Hohenems (* 1574; † 1619), Fürsterzbischof von Salzburg

## Burgen und Schlösser

### Alt-Ems
Diese Burganlage bei Hohenems in Vorarlberg war in 740 Metern Meereshöhe, etwa 300 Meter über dem Rheintal auf dem senkrecht aufsteigenden Felsrücken gelegen.
Die ursprünglich welfische und ab 1179/1191 staufische Burg war im Besitz der Ministerialen von Ems und seit Ende des 12. Jahrhunderts gehörte die Burg Alt-Ems zu den mächtigsten und größten Burganlagen im gesamten süddeutschen Raum.
Die Stauferfestung diente unter anderem als Verwahrungsort für prominente Gefangene wie ab 1195 Wilhelm III. (Sizilien) oder im Jahr 1206 Erzbischof Bruno von Köln.
1406 wurde die Burganlage im Appenzellerkrieg zerstört.

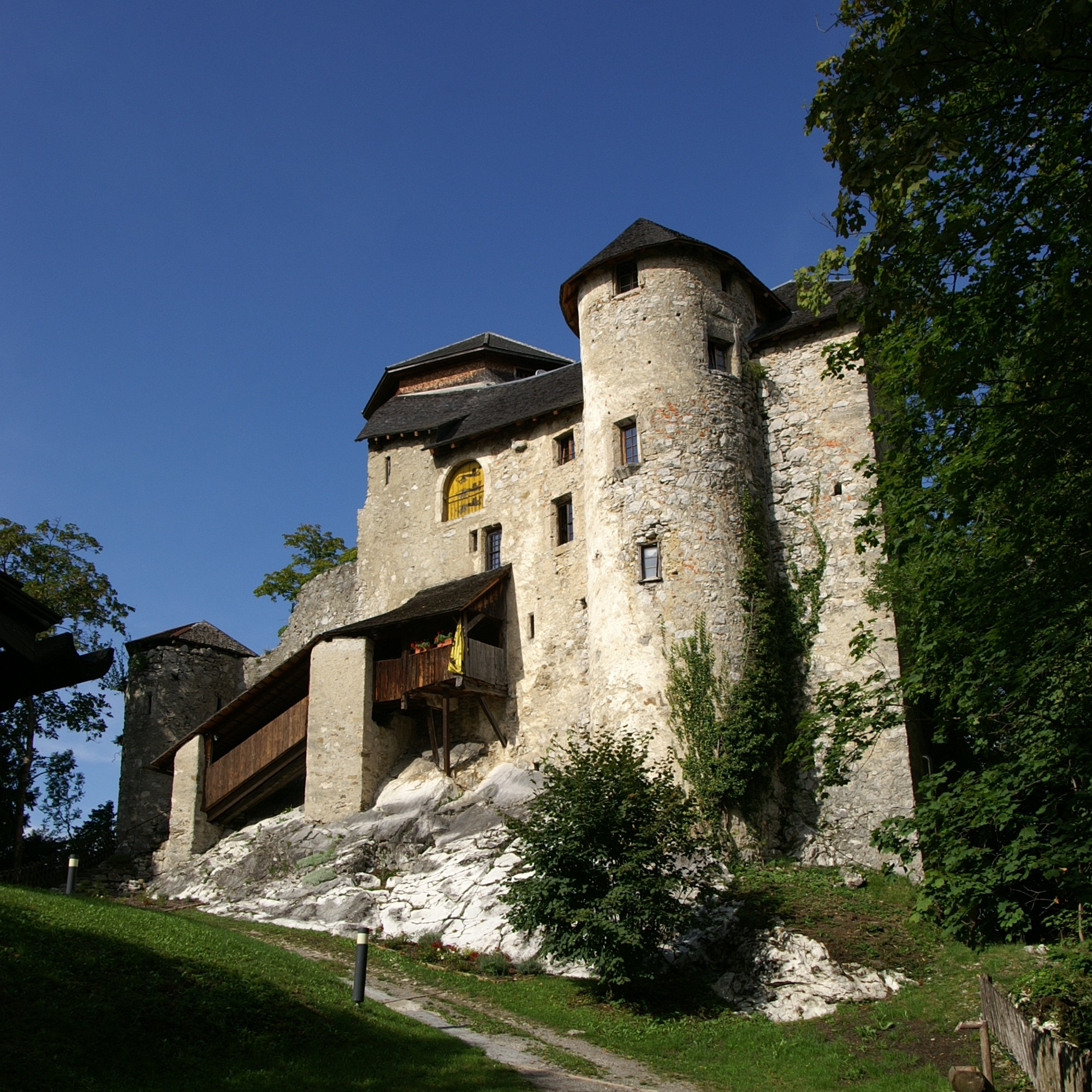
Schloss Glopper

### Burg Neu-Ems (Schloss Glopper)
Im Jahre 1343 erbaute Ritter Ulrich I. von Ems mit Genehmigung Kaiser Ludwigs des Bayern auf dem Bergrücken des Rheintales in Emsreute, nahe seiner Feste Alt-Ems eine neue Burg, um seiner vielköpfigen Familie in unruhiger Zeit einen festen Hort zu schaffen. 1407 im Appenzellerkrieg wurde die Burg der einstigen Grafen von Hohenems erstmals zerstört und gleich wieder aufgebaut.
1603 wurde eine Kapelle im Erdgeschoß eingerichtet, von der heute bis auf zwei Spitzbogenfenster in der Nordwand keine Reste mehr erhalten sind.
Der frühere Flügelaltar dieser Kapelle (Antwerpener Meister, um 1515–1520) ist seit 1835 im Tiroler Landesmuseum.
Seit 1843 befindet sich dieses außergewöhnlich einheitliche Bauensemble aus kleinräumiger Hochburg mit bergfriedartigem Bollwerk, angebautem Palas und tiefer gelegener Vorburg in Privatbesitz der Familie Waldburg-Zeil.

Palast Hohenems

### Palast Hohenems
Der Palast Hohenems wurde 1562 bis 1567 im Tal unterhalb der Burg Alt-Ems erbaut und war das Residenzschloss der Grafen von Hohenems. Der Palast ist heute in Privatbesitz der Nachkommen der gräflichen Familie Waldburg-Zeil-Hohenems.